# Mantra Hare Krishna

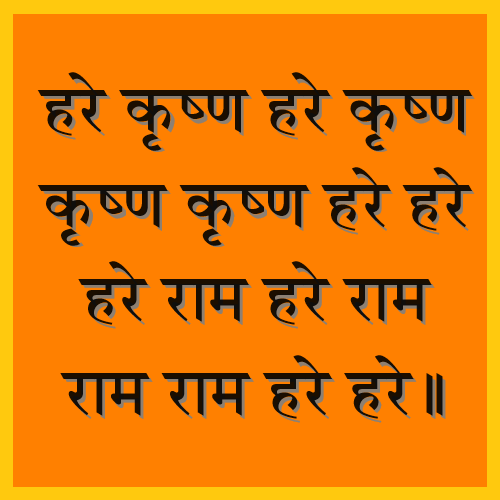
Maha Mantra

El Mantra Hare Krishna, también conocido reverencialmente por el Visnuismo como Maha  Mantra ( del sánscrito Maha.- 	Grande, poderoso, fuerte, prolijo, abundante; y Mantra.- instrumento de pensamiento: por ejemplo, canto, texto sagrado, una oración o canto sagrado), es un mantra krisnaísta de 16 palabras que es mencionado por primera vez en la Kali-santarana upanishad (inmediatamente anterior al siglo XVI d. C.), y que desde el siglo XVI fue difundido por el movimiento bhakti (‘devoción [a Krishná]’) siguiendo las enseñanzas del santón bengalí Chaitania (1486-1534).
Desde los años sesenta, el mantra se hizo muy conocido fuera de la India gracias a Bhaktivedanta Swami Prabhupada (1896-1977), fundador de los hare krishna.
Los devotos de Krishná fueron reconocidos hasta principios del siglo XXI por cantar el mantra Hare Krishna y bailar por las calles de todas las ciudades importantes del mundo con mridangas (tambores) y pequeños kártalos (crótalos o platillos de mano).
El mantra se puede repetir innumerables veces, ya sea cantado en voz alta (kírtan), cantado en voz baja (bhayan) o recitado con un rosario (japa-mala) en voz baja (yapa) o mentalmente.

## El mantra
En AITS (alfabeto internacional para transliteración del idioma sánscrito)
hare-kṛṣṇa-hare-kṛṣṇa
kṛṣṇa-kṛṣṇa-hare-hare
hare-rāma-hare-rāma
rāma-rāma-hare-hare
Pronunciación española
jare krishná, jare krishná,
krishná krishná, jare jare,
jare rama, jare rama,
rama rama, jare jare.

## Significado
- Hare puede ser el invocativo (en idioma sánscrito) de Hará Radharani, la pastora y diosa, consorte del dios Krishná, por lo cual significaría ‘la que roba (el amor o la mente de Krishná)’.[1]
  - Otros creyentes no pertenecientes al krisnaísmo bengalí consideran que hare es el invocativo sánscrito de Hari, un nombre de Visnú lo que hace que signifique ‘el que elimina [el mal]’.
- Krishná es un dios de la India, considerado por sus seguidores como el origen de todos los avatares divinos, incluido el dios Visnú. Significa ‘oscuro’ y ‘el que atrae’. La idea es la de un arado, que atrae la tierra.
  - Según otros visnuistas, Krishná es un avatar del dios Visnú, dependiente de él;Aunque dentro del movimiento de consiencia de Krishna, Visnu, Brahma y Shiva son subordinados a Krishna mismo, siendo expansiones plenarias de Dios (Krishna).
- Rāma (‘placer’) es otro nombre de Krishná.
  - Algunos hinduistas creen que se refiere a Rama (Bala Rama), el hermano mayor de Krishná.
  - Otros creen que se refiere a otro dios de la India, llamado Rāma, que es más antiguo que Krishná y es el protagonista del texto sánscrito Ramaiana.[2]

Traduciendo esta oración sería algo así: “Oh Dios supremamente atractivo (haciendo alusión a la capacidad que tiene para atraer), la fuente de todo placer, y energía espiritual, ocupame como instrumento “